# Saprinus apteli
Saprinus apteli är en skalbaggsart som beskrevs av Chobaut 1922. Saprinus apteli ingår i släktet Saprinus och familjen stumpbaggar. Inga underarter finns listade i Catalogue of Life.